# Dichocrocis klotsi
Dichocrocis klotsi là một loài bướm đêm trong họ Crambidae.